# Spring Valley (condado de Lake)
Spring Valley es un lugar designado por el censo ubicado en el condado de Lake en el estado estadounidense de California. En el año 2010 tenía una población de 845 habitantes.

## Geografía
Spring Valley se encuentra ubicado en las coordenadas 39°4′47.88″N 122°35′46.69″O / 39.0799667, -122.5963028.